# استفتاء قيادة النقابات العمالية الفنزويلية 2000
استفتاء قيادة النقابات العمالية الفنزويلية 2000 عقد في فنزويلا في 3 ديسمبر 2000. سئل الناخبون: هل توافق على أن القيادة النقابية يجب أن يتم تجديدها خلال 180 يومًا القادمة، بعد قانون انتخابي توافق عليه السلطة الانتخابية ووفقًا لمبادئ التناوب والانتخابات العامة والمباشرة والسرية على النحو المنصوص عليه في الدستور البوليفاري لـ فنزويلا، وأن المجالس التوجيهية لتلك النقابات والاتحادات والكونفدراليات معلقة عن وظائفها لحين إجراء تلك الانتخابات؟
تمت الموافقة عليه من قبل 69.4٪ من الناخبين، مع إقبال 23.5٪ فقط.